# Li Ling (atleta)
Li Ling (en chino: 李玲, Shenyang, 7 de febrero de 1985) es una deportista china que compitió en atletismo.
Ganó una medalla de bronce en el Campeonato Mundial de Atletismo de 2007, en la prueba de lanzamiento de peso. Participó en dos Juegos Olímpicos de Verano, ocupando el cuarto lugar en Londres 2012 y el 14.º en Pekín 2008, en la misma prueba.

## Palmarés internacional
| Campeonato Mundial | Campeonato Mundial | Campeonato Mundial | Campeonato Mundial |
| Año                | Lugar              | Medalla            | Prueba             |
| ------------------ | ------------------ | ------------------ | ------------------ |
| 2007               | Osaka (Japón)      | Medalla de bronce  | Peso               |